# Маланин, Дмитрий Валентинович
Дмитрий Валентинович Маланин (род. 7 ноября 1972 года) —
мастер спорта России международного класса (хоккей с мячом), тренер и арбитр первой категории.

## Карьера
Маланин — воспитанник димитровградских клубов «Нейтрон» и «Строитель». Одним из тренеров был Анатолий Лоханов.
Физически сильный, работоспособный, тактически грамотный, отличался хорошей коньковой подготовкой, смело вступал в единоборства. Действуя на месте бортового полузащитника, нередко с пользой для команды подключался к атакам. С 2008 года был тренером, а в 2014 году (до 8 декабря) главным тренером «Волги» (Ульяновск). В следующем сезоне стал играющим тренером оренбуржского «Локомотива».
В 2012 году окончил Высшую школу тренеров при РГУФКСиТ.

## Достижения

### Хоккей с мячом
Бронзовый призёр чемпионата России 1997 

 Финалист Кубка России 2000 

 Серебряный призёр турнира на призы Правительства Российской Федерации 1997

### Мини-хоккей с мячом
Чемпион мира 1998 

 Чемпион России 1997 

 Победитель Кубка мира среди ветеранов 2017, 2018 

 Победитель первенства России среди ветеранов 2019 

 Победитель Кубка России среди ветеранов 2017, 2018 

 Серебряный призёр чемпионата России 1995, 1996, 2002 

 Финалист Кубка России среди команд высшей лиги 2015 

 Бронзовый призёр чемпионата России 2001 

 Бронзовый призёр Кубка мира среди ветеранов 2019

### Статистика выступлений в чемпионатах России
| Сезон     | Клуб                    | И   | Г  | П  | Г+П | Штраф |
| --------- | ----------------------- | --- | -- | -- | --- | ----- |
| 1994/1995 | Черемшан (Димитровград) | 26  | 9  | 0  | 9   | 40    |
| 1995/1996 | Волга (Ульяновск)       | 26  | 8  | 0  | 8   | 40    |
| 1996/1997 | Волга (Ульяновск)       | 27  | 4  | 0  | 4   | 75+К  |
| 1997/1998 | Волга (Ульяновск)       | 30  | 4  | 0  | 4   | 65    |
| 1998/1999 | Волга (Ульяновск)       | 25  | 10 | 0  | 10  | 35    |
| 1999/2000 | Ракета (Казань)         | 27  | 7  | 19 | 26  | 25    |
| 2000/2001 | Ракета (Казань)         | 25  | 6  | 13 | 19  | 100   |
| 2001/2002 | Ракета (Казань)         | 23  | 2  | 4  | 6   | 0     |
| 2002/2003 | Металлург (Братск)      | 26  | 2  | 23 | 25  | 120   |
| 2003/2004 | Саяны (Абакан)          | 24  | 1  | 17 | 18  | 80    |
| 2005/2006 | Лесохимик (Усть-Илимск) | 26  | 2  | 5  | 7   | 105   |
| 2006/2007 | Волга (Ульяновск)       | 30  | 2  | 15 | 17  | 75    |
| Всего     | 12 чемпионатов          | 315 | 57 | 96 | 153 | 760+К |